# Провизор
Прови́зор (лат. pro — «пред» visor — «вижу», предвидящий, заготавливающий) — специалист с высшим фармацевтическим образованием, работающий в сфере производства, хранения и продажи лекарственных препаратов.
В соответствии с квалификационной характеристикой видами профессиональной деятельности провизора-выпускника являются:
- производственная (аптеки, фармацевтические фабрики, химико-фармацевтические фабрики и др.); выпускник умеет готовить и оценивать качество различных форм лекарственных препаратов (микстур и капель, настоев и отваров, порошков и таблеток, растворов и настоек, мазей и кремов, микрокапсул и аэрозолей), а также ветеринарных лекарственных форм;
- организационно-управленческая; специалист-провизор знает все правила и положения, строго регламентирующие оформление рецептов, порядок отпуска, хранения и контроля качества лекарств, ориентируется в вопросах снабжения, фармацевтического маркетинга и менеджмента, хозяйственного права, его учат вопросам ценообразования, социальной психологии, прививают навыки работы в различных областях фармации, что позволяет работать на фармацевтических предприятиях различных форм собственности;
- контрольно-разрешительная (лицензирование, сертификация, регистрация);
- научно-исследовательская.

Провизор-выпускник подготовлен к решению следующих задач:
- разработка, испытание и регистрация лекарственных средств, оптимизация существующих препаратов на основе существующих технологий, биофармацевтических исследований и методов контроля в соответствии с международной системой требований и стандартов;
- производство лекарственных средств, включая организацию технологического процесса, выбор технологического оборудования, обеспечение правильных условий хранения;
- организация и проведение заготовки лекарственного растительного сырья, осуществление контроля качества такого сырья на этапах разработки, получения, применения и хранения;
- управление деятельностью фармацевтических организаций, включая организацию процесса управления в основных звеньях фармацевтического рынка;
- проведение химико-токсикологических исследований;
- оказание консультативной помощи специалистам и населению по вопросам применения лекарственных средств.

Латинское слово «provisor» буквально означает «предвидящий»; также оно имело значения «поставщик», «тот, кто запасает съестные припасы».
В Российской империи звание провизора рассматривалось как фармацевтическая учёная степень, выше аптекарского ученика и аптекарского помощника и ниже магистра фармации. Обычной аптекой разрешалось управлять только фармацевту, имеющему степень магистра или провизора, возрастом не ниже 25 лет. В сельской местности аптеками могли управлять не только провизоры, но и помощники провизоров. Для получения степени провизора нужно было проработать в аптеке в качестве ученика (не менее 2 или 3 лет), сдать экзамен на аптекарского помощника, проработать в этом качестве не менее 3 лет, прослушать университетский фармацевтический курс и сдать экзамен на степень провизора.
В СССР и Российской Федерации фармацевтическое звание провизора присваивалось и присваивается лицам, получившим высшее фармацевтическое образование. Таким образом, провизор по уровню квалификации приравнивается к врачу. Ниже его стоит помощник провизора. Провизоров готовили и готовят в фармацевтических институтах и на фармацевтических факультетах медицинских высших учебных заведений, а также на факультетах усовершенствования врачей и провизоров при медицинских и фармацевтических высших учебных заведениях.
В Грузинской ССР (28 февраля 1961) и Туркменской ССР (27 марта 1968) были установлены почётные звания «Заслуженный провизор»
Согласно современному законодательству, провизор может иметь одну из трёх специальностей: управление и экономика фармации, фармацевтическая технология и фармацевтическая химия и фармакогнозия. Для осуществления своей деятельности, провизор помимо высшего фармацевтического образования должен иметь сертификат специалиста по одной из трёх специальностей, который выдается высшими учебными заведениями, имеющими государственную аккредитацию, сроком до 5 лет.